# Moises Arias
Moises Arias (Nova Iorque, 18 de dezembro de 1994) é um ator e dublador norte-americano, de ascendência colombiana,  mais conhecido por ter interpretado Rico no seriado Hannah Montana e Biaggio no filme The Kings of Summer.

## Carreira
Sua carreira inclui várias aparições em shows, como Sister Sister, Zack e Cody: Gêmeos em Ação, One Missed Call e recorrentes aparições em Hannah Montana como Rico, onde ganhou aparências regulares no programa na segunda temporada. Arias também participou do primeiro e segundo Disney Channel Games no Time Vermelho, e no terceiro no Time Amarelo (Cometas). Moises também teve um programa no Disney XD, chamado Moises Rules, onde recebe desafios de garotos de todo o mundo. O irmão de Moises, Mateo Arias, atuou na série no Disney XD, Kickin' It, atuando ao lado de Jason Earles, também ex-ator de Hannah Montana. Participou de alguns clipes de Pearl Jam, Jonas Brothers (SOS) e Parmalee, além do filme Nacho Libre.

## Filmografia
| Ano         | Título                      | Personagem    | Notas                                                                   |
| ----------- | --------------------------- | ------------- | ----------------------------------------------------------------------- |
| 2006 - 2011 | Hannah Montana              | Rico          |                                                                         |
| 2006        | Clip S.O.S- Jonas Brothers  | Ele Mesmo     | Clipe dos Jonas                                                         |
| 2006        | Zack e Cody: Gêmeos em Ação | Randall       | Convidado                                                               |
| 2006        | Disney Channel Games        | Ele mesmo     | Time Vermelho/Infernais                                                 |
| 2007        | Disney Channel Games        | Ele mesmo     | Time Vermelho/Infernais                                                 |
| 2007        | Todo mundo odeia o Chris    | Estudante X-9 | Episódio: "Todo mundo odeia Linguiça"                                   |
| 2008        | Disney Channel Games        | Ele mesmo     | Time Amarelo/Cometas                                                    |
| 2009        | Wizards of Waverly Place    | Consciência   | Episódios: "Monster Hunter", "Three Monsters" e "Night at the Lazerama" |
| 2012-2013   | The Middle                  | Matt          | Namorado de Sue                                                         |

| Ano  | Título                  | Personagem     | Notas                         |
| ---- | ----------------------- | -------------- | ----------------------------- |
| 2006 | Nacho Libre             | Juan Pablo     |                               |
| 2008 | Beethoven's Big Break   | Billy Thornton | Direto em DVD                 |
| 2009 | Dadnapped               | Andre          | Disney Channel Original Movie |
| 2009 | The Perfect Game        | Mario          |                               |
| 2009 | Hannah Montana: O Filme | Rico           | Disney Channel Original Movie |
| 2009 | Astro Boy               | Zane           | Voz                           |
| 2011 | Marvin the Martian      |                |                               |
| 2013 | Despicable Me 2         | Antonio Perez  | Voz                           |
| 2013 | O Jogo do Exterminador  | Bonzo          |                               |
| 2013 | The Kings of Summer     | Biaggio        |                               |
| 2016 | Ben-Hur                 | Gestas         |                               |
| 2019 | Five Feet Apart         | Poe            |                               |